# Lü (estat)
|  | No s'ha de confondre amb Lu (estat). |

The Estat de Lü (xinès tradicional: 呂國, xinès simplificat: 吕国, pinyin: Lǚ Guó) va ser un estat vassall de la Dinastia Zhou situat en l'actual Xina central durant els primers anys del període de Primaveres i Tardors (722-481 aEC).

## Origen
Com els governants dels quatre estats de Qi, Xu, Shen i Lu tenien tots el cognom Jiang (姜), ells compartien uns avantpassats comuns.